# Дорун (Џорџија)
Дорун (енгл. Doerun) град је у америчкој савезној држави Џорџија. По попису становништва из 2010. у њему је живело 774 становника.

## Демографија
Према попису становништва из 2010. у граду је живело 774 становника, што је 54 (6,5%) становника мање него 2000. године.
| Група             | 2000.       | 2010.       |
| Белци             | 445 (53,7%) | 404 (52,2%) |
| Афроамериканци    | 360 (43,5%) | 347 (44,8%) |
| Азијати           | 0 (0,0%)    | 7 (0,9%)    |
| Хиспаноамериканци | 12 (1,4%)   | 13 (1,7%)   |
| Укупно            | 828         | 774         |